# Chelsea (Massachusetts)
Chelsea je město ve Spojených státech amerických. Nachází se v okrese Suffolk County ve státě Massachusetts. Ve městě žije přibližně 41 tisíc obyvatel a jeho rozloha činí 6,4 km². Je severním předměstím Bostonu, se kterým sousedí přes řeku Mystic. Leží na malém poloostrově a ze tří stran je tak obklopeno vodními plochami. Z hlediska rozlohy je Chelsea vůbec nejmenším městem ve státě Massachusetts, přičemž díky své populaci je tak třetím nejhustěji zalidněným massachusettským městem. Město bylo založeno roku 1624.

## Rodáci
- Chick Corea (1941–2021) – americký jazzový pianista a skladatel